# Geopolitica

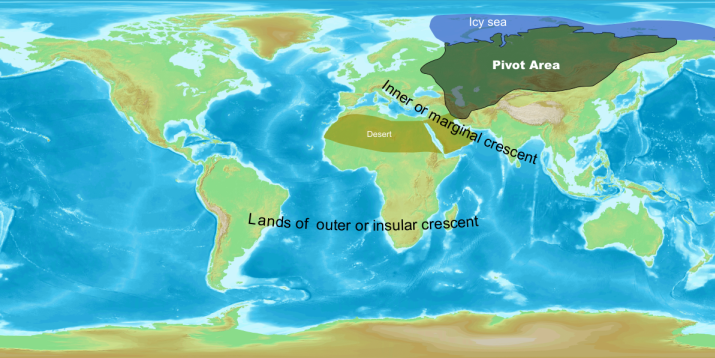
Planisfero terrestre con l'area pivot descritta da Halford Mackinder.

La geopolitica (da non confondersi con la geografia politica e con la politica internazionale) indica sia una corrente di pensiero che un approccio politico/ideologico che mirano a studiare le relazioni tra la geografia fisica, la geografia umana e l'azione politica. Ancorché si tratti di una corrente di pensiero piuttosto popolare, manca ancora di una definizione univoca e condivisa. La grande notorietà di questa disciplina deriva dalla capacità attribuitale di predire l'azione politica (e quindi gli eventi futuri) tramite l'analisi del contesto spaziale (da intendersi in senso non meramente geografico, ma anche culturale, sociale ed economico) degli attori politici stessi o almeno di una parte dei comportamenti politici. In realtà non si tratta di prevedere il futuro. 
"L'analisi Geopolitica si conclude con l'enunciazione di scenari possibili. Uno scenario propone diverse eventualità di un peggioramento di una situazione, di status quo o di un miglioramento di una data situazione conflittuale. Non si tratta di indovinare il futuro in una sfera di cristallo, ma di provare a anticipare ciò che potrebbe accadere secondo i contesti e le strategie degli attori"
La collocazione scientifica della geopolitica comincia con la geografia, essendo geografi i suoi primi più importanti sviluppatori. Si è poi estesa ampliandosi man mano a discipline come geografia politica e politica internazionale vista in connubio con lo studio degli aspetti specifici della geografia (fisica e politica), il che riguarda l'ambito dello studio dei rapporti internazionali in chiave geografica, fino ad interpretarla come mero studio delle tendenze espansive di Stati e nazioni.
Ad oggi tale disciplina, lontana dalle tendenze deterministiche con cui si era affermata tra le due guerre, rivaluta l'attitudine a sviluppare i rapporti tra geografia (analisi delle posizioni spaziali degli Stati e accessibilità a risorse, mercati, vie marittime e terrestri) e studio delle relazioni internazionali, unitamente allo sviluppo di temi e di numerose altre questioni che riguardano il rapporto degli stati con i più complessi fenomeni dati dal contesto del mondo globale.

## Definizioni
I dizionari delle lingue moderne recano diverse definizioni del termine "geopolitica", tutte più o meno arbitrarie o assai generiche. Ad esempio, secondo il Devoto-Oli (1984), la geopolitica è "lo studio delle motivazioni geografiche che influenzano l'azione politica". Secondo il Robert (1965) essa è "lo studio dei rapporti tra i dati naturali della geografia e la politica degli Stati". Per il Grand Larousse Universel (1962) è "lo studio dei rapporti che uniscono gli Stati, le loro politiche e le leggi di natura, queste ultime determinando le altre"; lo stesso, nell'edizione 1989, parla di "una scienza che studia i rapporti tra la geografia degli Stati e la loro politica". Il "Dictionnaire de la Géographie" (1979) scrive che "la geopolitica è lo studio dei rapporti tra i fattori geografici e le azioni o le situazioni politiche".
Quest'indeterminatezza ha spinto gli stessi teorici geopolitici a definire la materia del loro studio, con risultati altrettanto vari.
- Generale Karl Haushofer (ca. 1920), "la geopolitica sarà e deve essere la coscienza geografica dello Stato. Il suo oggetto è lo studio delle grandi connessioni vitali dell'uomo d'oggi nello spazio d'oggi e la sua finalità è il coordinamento dei fenomeni che legano lo Stato allo spazio".
- Robert E. Harkavy (1983): "La geopolitica è la rappresentazione cartografica delle relazioni tra le potenze principali in contrapposizione tra loro".
- William T. Fox (1983): "La geopolitica è l'applicazione delle conoscenze geografiche agli affari mondiali".
- Generale Pierre Gallois (1990): "La geopolitica è lo studio delle relazioni che esistono tra la condotta di una politica di potenza sviluppata sul piano internazionale e il quadro geografico in cui essa si esercita".
- Michel Foucher (1991): "La geopolitica è un metodo globale di analisi geografica di situazioni sociopolitiche concrete, prese in esame in quanto esse sono localizzate, e delle rappresentazioni abituali che le descrivono".
- Generale Carlo Jean (2003): "La geopolitica è una particolare analisi della politica (specialmente la politica estera degli Stati nazionali ma non solo quella), condotta in riferimento ai condizionamenti su di essa esercitati dai fattori geografici: intendendo come tali non solo e non tanto quelli propriamente fisici, come la morfologia dello spazio o il clima, quanto l'insieme delle relazioni di interdipendenza esistenti fra le entità politiche territorialmente definite e le loro componenti".
- Yves Lacoste (2007): "Viene considerata geopolitica quella situazione nella quale due o più attori politici si contendono un territorio. In questo contendere, le popolazioni che abitano il territorio conteso, o che sono rappresentate dagli attori che se lo contendono, devono essere coinvolte in questo conflitto attraverso l'uso degli strumenti di comunicazione di massa".[3] Questa definizione apre a una geopolitica che soltanto diretta all'analisi di contese territoriali internazionali ma anche verso qualunque antagonismo per il controllo di un territorio, anche "interno" a uno stesso stato. Queste contese riguardano le strategie d'azione di ogni attore politico per il controllo dell'evoluzione di un dato territorio.
- Lucio Caracciolo (2018): "La geopolitica è l'analisi dei conflitti di potere in spazi e tempi determinati. Per questo incrocia nel suo ragionamento competenze e discipline diverse: dalla storia alla geografia, dall’antropologia all’economia e altre ancora. Non è scienza: non possiede leggi, non dispone di facoltà predittive. È studio di casi specifici, per i quali è necessario il confronto fra le diverse rappresentazioni dei soggetti in competizione per un dato territorio, su varie scale e in differenti contesti temporali, e fra i rispettivi progetti, tutti ugualmente legittimi".[4][5]

## Evoluzione delle teorie geopolitiche
Il termine "geopolitica" fu coniato nel 1899 dal geografo svedese Rudolf Kjellén, che la teorizzò successivamente nelle opere Samtidens stormakter ("Le grandi potenze di oggi", 1914) e Staten som lifsform ("Lo Stato come forma di vita", 1916). Molti attribuiscono la paternità di questa disciplina a Friedrich Ratzel, il geografo, antropologo ed etnologo tedesco che proprio nel 1904 moriva. Ratzel traeva dal darwinismo gli elementi per la nuova concezione biologica degli stati.  Lo studioso svedese Kjellén, con "geopolitica", si riferisce all'uso della conoscenza geografica per favorire gli obiettivi di Stati nazionali specifici. Egli, come Ratzel, tende a istituire una similitudine tra gli stati e gli organismi viventi. Per altri, la geopolitica nasce sì nel 1904, ma grazie allo scritto del geografo inglese Sir Halford Mackinder, The Geographical Pivot of History. Ad ogni modo i fondatori della geopolitica occidentale possono essere considerati Ratzel, Kjellén e Mackinder, grazie alle loro analisi delle relazioni tra le potenze europee del loro tempo sotto i punti di vista delle differenti collocazioni geografiche e storiche e dello sviluppo statale paragonato a quello di creature viventi (con loro habitat, necessità di reperimento di risorse e via discorrendo). Alcuni autori considerano anche lo statunitense Alfred T. Mahan - benché più noto come teorico della guerra navale - come esponente di spicco della "prima generazione" di geo-politologi, in luce del suo The Problem of Asia del 1900, un lavoro concettualmente molto simile a quelli degli autori sopracitati.

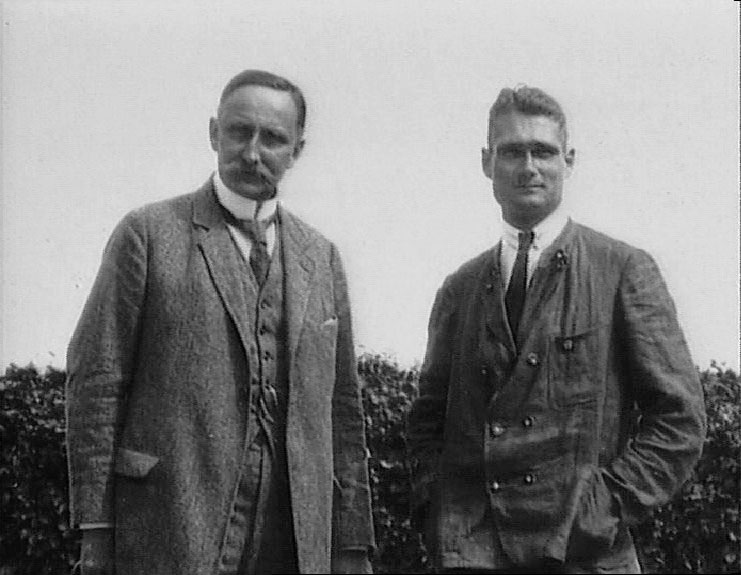
Il geopolitico Haushofer accanto a un giovane Rudolf Hess.

Sarà però nel 1919 che Karl Haushofer, militare e professore all'Università di Monaco, riprendendo le teorie di Kjellén e Ratzel, constatando la situazione politica tedesca del tempo, elabora la tesi dei grandi spazi connessi alle Pan-idee. L'idea di Haushofer era di riportare lo spazio tedesco alla sua centralità mondiale (al pari delle altre realtà continentali e imperiali) e di dotare la Germania di un proprio "spazio vitale", concetto geopolitico già teorizzato da Ratzel. Del resto la marcia verso est (Drang nach Osten)  della Germania era in corso dal periodo guglielmino, moto sospinto dal progetto di costruzione della ferrovia Berlino-Baghdad (tentativo da parte tedesca di delimitare una zona d’influenza nel Vicino Oriente). Lo scoppio della prima guerra mondiale era dovuto secondo Haushofer allo scontro antropologico tra le potenze telluriche e le potenze marittime: il generale vide chiaramente nel fronte costituito da Stati Uniti, Gran Bretagna e Francia il nemico talassocratico che si contrapponeva al blocco "tellurocratico" eurasiatico. Tra il 1924 e il 1944 la pubblicazione della Zeitschrift für Geopolitik contribuisce a diffondere le teorie geopolitiche a livello tedesco e europeo. Nel far ciò Haushofer allacciò contatti con Giorgio Roletto e Ernesto Massi, capostipiti della scuola italiana di geopolitica che alla fine degli anni trenta prendeva forma attorno alla rivista “Geopolitica. Rassegna mensile di Geografia Politica, Economica, Sociale e Coloniale”.

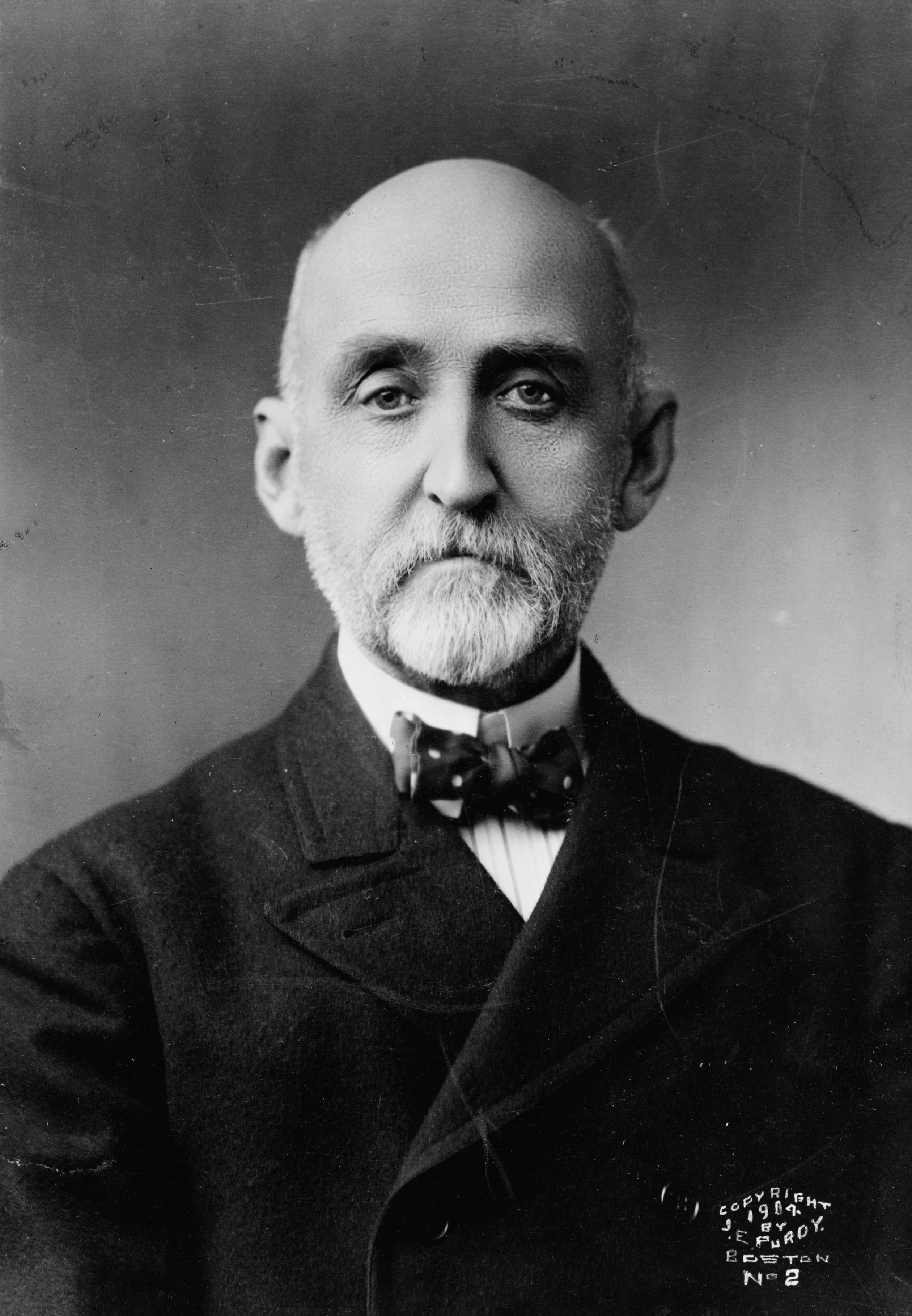
L'ammiraglio statunitense Alfred Mahan.

Sulla sponda statunitense va detto che già Alfred Thayer Mahan nell'opera The Influence of Sea Power Upon History, 1660-1783 nel 1890 elaborava la tesi per cui la storiografia marittima doveva essere vista come una chiave di lettura dei contrasti sorti tra le nazioni e gli imperi. Secondo Mahan "La caratteristica principale che si delinea dall'analisi storica del potere marittimo è l'antagonismo tra gli stati o le nazioni per ottenere il dominio, o il controllo del mare". Il potere marittimo è quindi, essenzialmente, una condizione bellica, se non altro perché obbliga uno dei due contendenti a impedire l'uso del mare all'altro. Mahan individuava negli Stati Uniti, il proprio paese, la potenza marittima emergente, mentre la caratteristica insulare (degli USA come anche delle isole britanniche) garantiva allo stato nordamericano la capacità di proiettarsi a livello marittimo e consolidare il predominio degli oceani.
Mackinder, al pari di Haushofer, interpreta la storia del mondo come lotta tra potenze talassocratiche e potenze terrestri; egli però connota come positive le prime e negative le seconde. Prototipo di civiltà marittima sarebbe l'Europa e, soprattutto, l'Inghilterra: "La civiltà europea è il risultato della secolare lotta contro l'invasione asiatica". Secondo Mackinder, la supremazia talassocratica è minacciata da due grandi eventi: l'ascesa della Russia e l'invenzione della ferrovia. Mosca, espandendosi in Eurasia, ha unito le forze "telluriche" un tempo divise (popoli delle foreste nordiche e popoli della steppa), mentre la velocità garantita dalla strada ferrata azzera i vantaggi del trasporto marittimo. Nel paradigma mackinderiano, che ha influenzato fortissimamente tanto la geopolitica anglosassone quanto quella del resto del mondo, la storia fondamentale è quella del continente eurasiatico. In Eurasia, la regione-perno o heartland ("cuore della terra" secondo la suggestiva interpretazione che dà del concetto lo studioso italiano Massimo Roccati) è quella centro-settentrionale, corrispondente grosso modo all'area di civilizzazione russa e turanica. Le teorie di Haushofer e Mackinder pur avendo molti punti in comune e pur condividendo l’orizzonte strategicamente essenziale dell'heartland, si ritrovano ad essere la personificazione intellettuale dello scontro tra Inghilterra e Germania, che si sarebbe infatti verificata nel secondo conflitto mondiale.

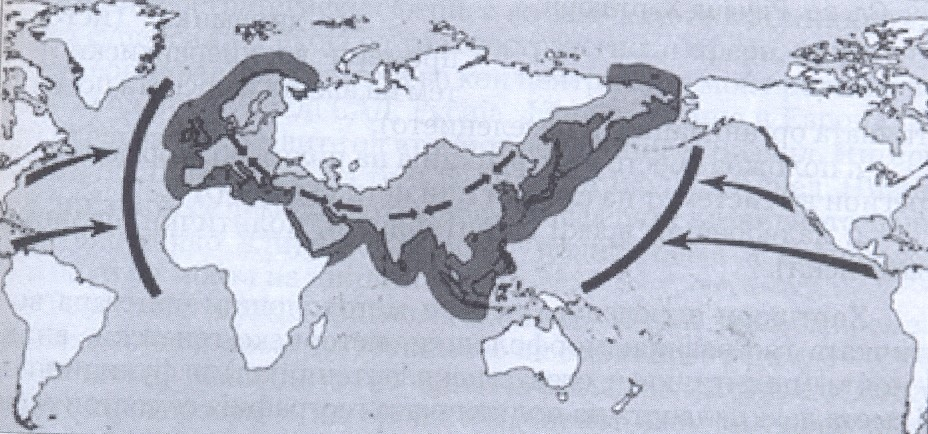
Il rimland secondo Nicholas Spykman

Discepoli e continuatori di Mackinder, in area anglosassone, sono stati gli statunitensi Nicholas Spykman (che si è concentrato sulla rielaborazione teorica del concetto di rimland, ovvero la fascia semicircolare che dalle coste atlantiche europee giunge fino a quelle estremo-orientali) e Zbigniew Brzezinski, già consigliere strategico di Carter che in un libro pubblicato sul finire degli anni Novanta (La grande scacchiera) formula gli estremi per una nuova geostrategia statunitense per l’Eurasia. Ma negli USA sono nate molte altre teorie geopolitiche, più o meno debitrici di Mackinder, tra cui la "strategia del contenimento" (George Frost Kennan) e la teoria dello "effetto domino" (Dwight Eisenhower).
Il filone della geopolitica di scuola tedesca iniziata da Haushofer fu proseguito da Carl Schmitt, che riprese - nelle opere Il Nomos della terra e Terra e mare - la dicotomia mare-terra di Mackinder, rovesciandone però il giudizio di valore. Haushofer aveva diffuso come detto in Germania la geopolitica, facendosi promotore d'un asse tra le potenze "telluriche" (Germania, Russia e Giappone) contro quelle talassocratiche (Inghilterra e USA): s'oppose infatti all'invasione dell'URSS voluta da Hitler (e riconosciuta come suo fondamentale errore strategico), e per questo cadde in disgrazia e fu perseguitato dal regime nazista. Secondo Haushofer il blocco euroasiatico, di cui perno sarebbe stata la Germania,  sarebbe stato l’unico in grado di fronteggiare il blocco anglosassone.

## Concetti, poste in gioco, tematiche

### Rappresentazioni, diacronie, diatopie e orogenesi
Nei suoi numerosi libri, Yves Lacoste sviluppa tre concetti chiave per condurre un'analisi geopolitica: lo studio della diacronia (evoluzione attraverso il tempo), della diatopia (evoluzione attraverso lo spazio) e delle rappresentazioni.
Lo Studio della diacronia è l’analisi di una situazione, di una cultura o di una popolazione nel tempo, compresi anche i tempi lunghi (considerando, per esempio, diverse epoche). Esempio: l'evoluzione, l'espansione e il declino delle lingue e delle popolazioni celtiche.
Lo studio della diatopia è l'analisi di una situazione a diverse scale cartografiche (analisi multiscalare). È così possibile esaminare gli spostamenti, la gestione, il consumo e il costo dell'acqua e/o dei combustibili partendo da un immobile privato (casa, giardino) passando poi all’intero pianeta Terra, passando attraverso il quartiere, il comune, l'agglomerato urbano o lo spazio rurale, i vari livelli amministrativi, il paese, le unioni internazionali a cui aderisce (NAFTA, Mercosur, U.E., C.S.I., O.U.A., Asean, NATO, O.P.E.P., O.C.I. o l'O.N.U. per esempio).
Il concetto di rappresentazione in geopolitica fa riferimento all'analisi delle concezioni che una persona o un gruppo (per esempio un'etnia o una confessione) possono avere rispetto a un soggetto. Così, possiamo studiare come loro stessi si percepiscono in relazione ai loro territori, ambienti e risorse e come li gestiscono e li sfruttano, o anche in relazione al gruppo a cui appartengono e in relazione ad altri gruppi. Ad esempio la nozione di "patriota" è un concetto che possiamo definire a geometria variabile: è spesso territoriale nei paesi nordici (ci prendiamo cura del territorio, delle risorse, del patrimonio) ma più inteso in senso comunitario nei paesi mediterranei, latini e slavi (più che cura del territorio ci si identifica fortemente con il proprio gruppo di origine) e può avere anche una connotazione confessionale (come tra i cattolici bosniaci-erzegovesi, quindi definiti croati,  oppure ortodossi quindi definiti come serbi o musulmani quindi definiti bosniaci) o regionale locale (caso di kosovari, macedoni, moldavi o montenegrini, ma possiamo anche analizzare come si percepisce un sardo rispetto a un italiano continentale o viceversa).
A questo proposito Michel Foucher sviluppa il concetto di orogenesi, neologismo che definirebbe una disciplina che si interessa alla genesi delle frontiere (dal greco hora, Territorio).

### Gli assi d'analisi
Il termine geopolitica ha una connotazione strategica, anche militare, mentre il termine geografia politica si riferisce piuttosto all'organizzazione di stati, regioni, entità amministrative, confini e abitanti. Notiamo che oggi la globalizzazione e il crollo di un mondo bipolare hanno moltiplicato e complicato i legami tra tutte le popolazioni del pianeta. Negli ultimi dieci anni, i centri universitari hanno moltiplicato le sezioni geopolitiche per soddisfare una domanda crescente della cosiddetta analisi geopolitica.
Attraverso la sua ricerca sulle interazioni tra le grandi aree del mondo (energia e materie prime, flusso di risorse, aree di transito planetarie a rischio), la geopolitica si interessa naturalmente alla politica internazionale e ai suoi aspetti diplomatici. Alcuni autori, come Béatrice Giblin, si sono però occupati di questioni di geopolitica interna.
Dall'inizio degli anni '80 erano previsti i rischi di emarginazione geopolitica dell'Europa, che oggi potrebbero accentuarsi se la reazione non si adegua:
- i collegamenti sull'Oceano Pacifico hanno la precedenza su quelli sull'Oceano Atlantico;
- impatto dello scioglimento dei ghiacci marini nell'Artico sotto l'effetto del cambiamento climatico e cambiamenti strutturali nel trasporto marittimo e aereo;
- accesso ai giacimenti petroliferi in Medio Oriente, costruzione di oleodotti e gasdotti, trasporto del petrolio, picco del petrolio (pic oil), aumento del consumo di petrolio in Cina;
- ritorno all’uso del carbone: Australia, Cina, Canada, ecc.

### Le poste in gioco
La geopolitica affronta un gran numero di questioni diverse che sono oggetto di relazioni internazionali. È particolarmente interessata alle questioni demografiche, legate alla crescita o al declino delle popolazioni, nonché ai grandi movimenti di popolazione (flussi disordinati, migrazioni, ecc.). Si occupa quindi anche delle questioni relative alle lingue e ai loro usi e sostenibilità, e delle questioni culturali ad esse connesse.
Vengono affrontati anche temi legati alle minacce, necessariamente proteiformi. La geopolitica è quindi interessata alle minacce terroristiche e alla loro gestione, ai rischi della proliferazione nucleare, alla ricerca del controllo delle armi di distruzione di massa, ecc.
Rende le risorse e il loro accesso una delle variabili chiave nei conflitti e, quindi, esamina le questioni dell'accesso all'acqua potabile e ai servizi igienico-sanitari (Turchia, Siria, Israele, Asia, Africa, ecc.), delle risorse ittiche e delle zone di pesca, delle risorse agricole e fabbriche biochimiche, nonché l'accesso alle risorse naturali in Africa, Medio Oriente e, infine, alle risorse energetiche.
Anche le diverse forme di organizzazione territoriale costituiscono un importante oggetto di studio. La polarizzazione e le reti globali, l'organizzazione dei centri di competenza economica e tecnologica, l'intreccio economico e il digital divide sono soggetti privilegiati della geopolitica contemporanea
Infine, le sfide interne a uno stesso stato sono trattate in Geopolitica. Regionalismi, separatismi, movimenti di unificazione, sono oggetto di analisi che permettono di coglierne le cause e le conseguenze.

### I fattori decisivi nelle alleanze
La geopolitica studia i diversi fattori che portano alla formazione di alleanze. È interessata ai diversi fattori che influenzano le strategie: 

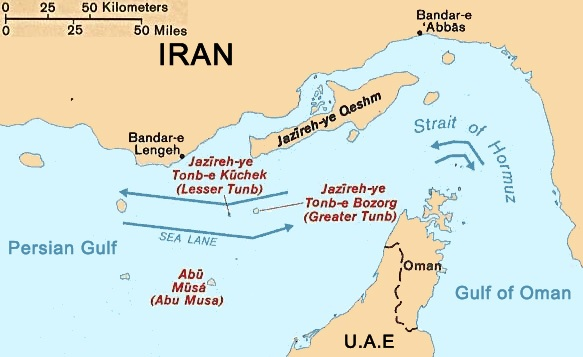
Lo Stretto di Ormuz: punto di tensione interna tra Iran, Oman (Penisola Musandam) e gli Emirati Arabi Uniti

- controllo globale dei mari e/o della terra (popoli del mare, popoli della terra): ci sono spesso differenze di strategia tra una potenza marittima e una potenza o un'alleanza tra potenze continentali, questo fattore influenza gli altri;
- controllo dei valichi e dei mezzi di trasporto: stretti marini, valichi di montagna, gallerie, aeroporti, porti, stazioni;
- fattori finanziari (tasse, dazi, ecc.);
- accesso alle risorse naturali e alle materie prime;
- padronanza della tecnologia e della ricerca (navigazione, aeronautica e spazio, ecc.);
- tipi di regimi politici (democrazia, ecc.);
- fattori culturali, sociologici e filosofici;

### Aspetti militari e strategici
Dalla fine degli anni '80, gli Stati Uniti hanno attuato una strategia globale volta a garantire la supremazia dell'esercito americano e delle compagnie americane nel mondo. Questa strategia è strutturata attorno a un consorzio di grandi aziende del settore informatico e aeronautico, che ha permesso di proiettare le forze americane in Iraq durante le due guerre del Golfo del 1991 e del 2003. Questa strategia globale riguarda ormai quasi tutti i settori di attività e si è basa su un uso molto strutturato delle tecnologie dell'informazione (Internet, reti).
L'accesso alle risorse petrolifere porta alla definizione di specifiche strategie.
I suoi effetti si vedono anche nell'alleanza che gli Stati Uniti hanno stretto, in risposta al Protocollo di Kyoto, con Cina, India, Giappone e Australia, finalizzata allo sviluppo del carbone pulito e delle nuove generazioni di reattori nucleari (reattori di IV generazione, Integral fast reactor).
Questa strategia è però modificata dalla volontà della Cina di imporsi come nuova potenza planetaria e Le nuove vie della seta nonché la strategia Made in China 2025 (MIC25, fatta partire nel 2015) lasciano presupporre un nuovo scenario per gli anni a venire. La Cina amplifica sia i suoi investimenti infrastrutturali nel mondo (compresi prestiti finanziari che legano molti Paesi al governo di Pechino, oramai) con un incremento della propria flotta che per ora resta capace di proiettarsi a livello regionale (Mar della Cina Meridionale per esempio) con tre portaerei, ma che mira a svilupparsi per potersi proiettare a livello planetario.

### Aspetti linguistici
La lingua è il fattore essenziale nella comunicazione tra i popoli. Diverse delle principali lingue nazionali degli imperi sono diventate le principali lingue della comunicazione internazionale. Quelle che hanno avuto maggiore influenza sono, nell'area occidentale, dall'antichità, il greco antico, poi il latino; dal XVI secolo il francese e dal 1918 e soprattutto dal 1945, l’inglese. Oggi nel mondo, su circa 6.000-7.000 lingue riconosciute dall'etnolinguistica, una dozzina sono parlate insieme come prima o seconda lingua da circa i due terzi della popolazione mondiale. Accanto alle sei lingue di lavoro dell'ONU, inglese, francese, spagnolo, russo, cinese, arabo, altre sei lingue superano i 100 milioni di parlanti e hanno un peso economico e culturale regionale: hindi-urdu, portoghese, indonesiano, tedesco, giapponese, bengalese; di queste dodici lingue, le prime nove sono dominanti in un subcontinente.
Le egemonie economiche del Regno Unito nell'Ottocento, poi degli Stati Uniti globali dopo il 1945, hanno condotto al dominio dell'inglese, fino a minacciare sempre di più, prima le funzioni nobili (scienza, ricerca, insegnamento superiore, cultura, ecc.) poi, secondo il linguista finlandese Tove Skuttnab-Kangas, l'esistenza stessa di un numero elevatissimo di altre lingue nel breve, nel medio e nel lungo termine, a seconda della loro estensione.
La lingua è anche una questione cruciale per le relazioni tra Stati con la costituzione di blocchi linguistici intercontinentali, come l'Organizzazione internazionale della Francofonia (OIF), la Comunità dei paesi di lingua portoghese (CPLP), l'Unione latina, il Consiglio turco e, in misura maggiore, il Commonwealth delle Nazioni.
In un contesto di globalizzazione e di crescente egemonia linguistica in cui l'uso di Internet si sta sempre più diffondendo, ci si può interrogare sulla sostenibilità di un numero crescente di lingue. Tuttavia, l'attribuzione di un nome a una lingua è una “questione geopolitica” essenziale: così la stessa lingua dal punto di vista linguistico (cioè i cui parlanti si capiscono spontaneamente e completamente, senza dizionario o traduttore) può essere scritta utilizzano alfabeti diversi e/o hanno nomi diversi a seconda del paese (hindi/urdu o croato-bosniaco/montenegrino-serbo per esempio).

## La scuola italiana di geopolitica
Con scuola italiana di geopolitica si intende la corrente di studi fondata, presso l'Università di Trieste, da Giorgio Roletto ed Ernesto Massi le cui idee venivano affidate alla rivista "Geopolitica. Rassegna mensile di geografia politica, economica, sociale, coloniale" pubblicata a Milano dall'editore Sperling & Kupfer tra la fine del 1939 ed il 1942. Il periodico godette del pieno appoggio del Ministro Giuseppe Bottai e pubblicò nel primo numero un indirizzo di saluto di Karl Haushofer. Riccamente illustrata da apposite "carte geopolitiche", tabelle, ecc. e con articoli, saggi ed interventi vari che spaziavano sui cinque continenti (pur con una decisa preferenza per l'analisi e lo studio delle aree balcanica e mediterranea), la rivista non venne però mai ufficialmente recensita dalla Regia Società Geografica Italiana, proprio in ragione della carica di novità che portava in seno alla allora chiusa corporazione dei geografi ed alla conseguente diffidenza nei riguardi dei promotori.
Tra i cattedratici dell'epoca, vi furono Umberto Toschi e Antonio Renato Toniolo, geografi "la cui eredità di pensiero si protrae fino ai nostri anni".
Quarant'anni dopo la fondazione della rivista, proprio Ernesto Massi divenne Presidente della Società Geografica Italiana (1978 - 1987).
Gli eventi bellici portarono allo scioglimento del gruppo dei geopolitici italiani e questa disciplina entrò nell'oblio. Difatti Roletto e Massi fondarono la loro rivista su ispirazione di quella analoga del già citato Haushofer e, conseguentemente, la sconfitta delle potenze dell'Asse nella Seconda Guerra Mondiale trascinò con sé la Geopolitica, intesa quale mera strategia di espansione. Solamente negli anni '90 del XX secolo si ha infine una generale riscoperta della disciplina in Italia.

## Dagli anni '80 ad oggi

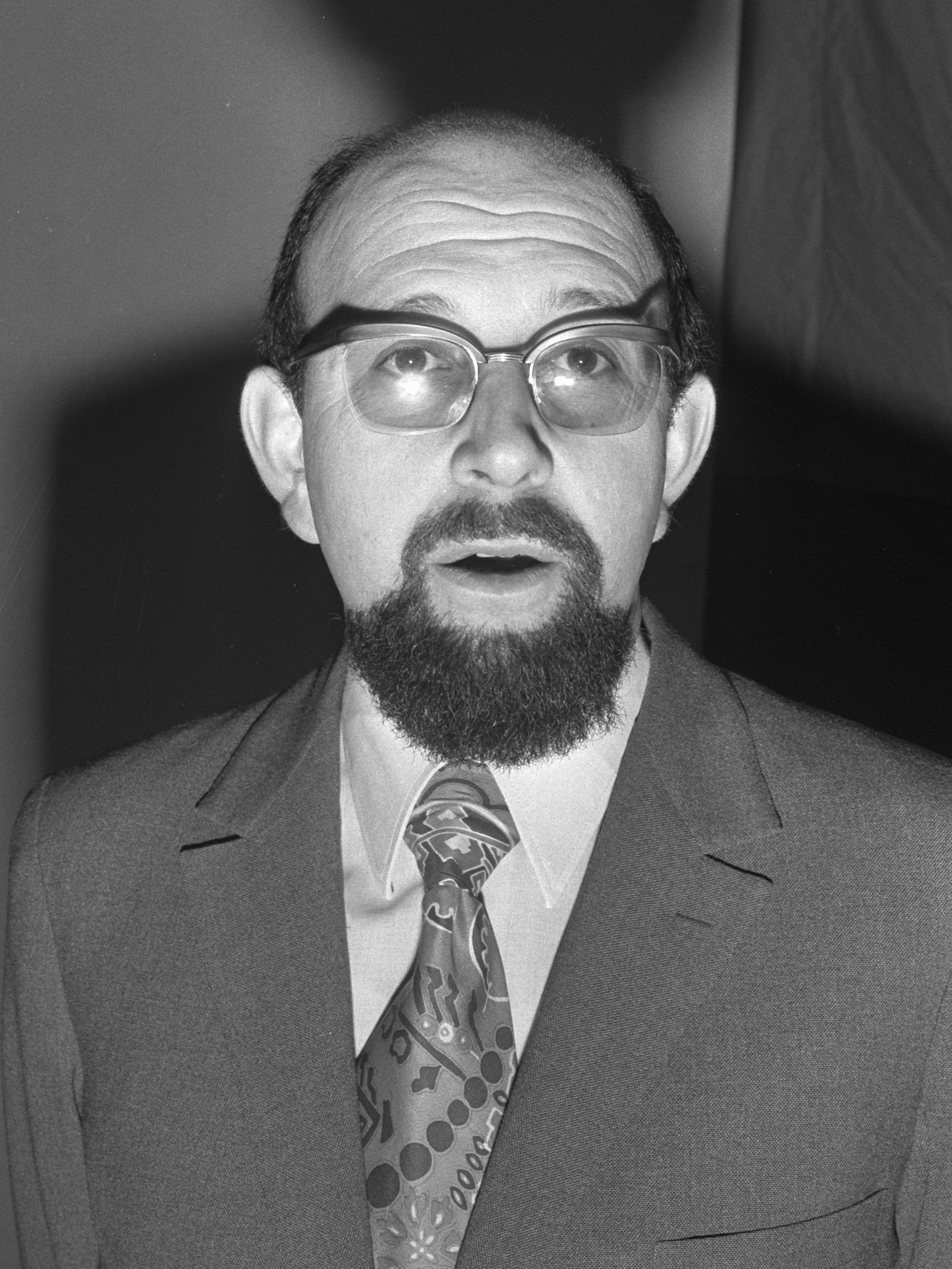
Yves Lacoste (1972)

Dopo la seconda guerra mondiale la geopolitica è stata quasi abbandonata sia in Europa occidentale sia nei Paesi di impostazione comunista, perché bollata dai più come una "pseudo-scienza nazistoide". Tuttavia, a partire dagli anni '80, è tornata ad essere studiata con interesse grazie all'apporto del geografo francese Yves Lacoste, il quale riportò alla luce un uso della geografia definito "attivo", ossia direttamente connesso all'azione del potere politico sui territori. Oggi è comunemente accettata come disciplina nelle università e studiata da molti cultori.
Fondamentale nella rivalutazione della geopolitica è stato l'apporto storico, a partire dagli anni '80, dello slittamento dell'asse politico-economico dalle grandi potenze occidentali verso quelle mediorientali e asiatiche, fenomeno che interessa paesi storicamente marginali come l'Australia, legata oggi a doppio filo, tuttavia, alla crescita di colossi come India e Cina.
Sul filone di pensiero di tradizione schmittiana, sia pur da una prospettiva diversa, si pone invece il filosofo e attivista politico russo Alexandr Dugin, sostenitore di un progetto pan-eurasiatico ultraconservatore antiliberale con al centro la Russia; Dugin è molto controverso pure in patria ed è attivo organizzatore di milizie belliche in scenari di crisi dove è coinvolta la Russia come in Donbass.
Diverso è invece il ruolo delle riviste italiane che trattano di geopolitica. In Italia un ruolo importante nella riproposizione della geopolitica è riconosciuto alla rivista Limes, sebbene Carlo Maria Santoro e Giuseppe Bettoni abbiano lamentato una carenza dal punto di vista teorico. Secondo Fabio Petito ed Elisabetta Brighi il successo di Limes ha rappresentato la vittoria di una "geopolitica pratica (popolare)" sui "complessi e formali ragionamenti geopolitici di Santoro", tuttavia Limes non gode di credito a livello accademico e, anzi, ha ricevuto diverse critiche.
Altra rivista apparsa nel XXI secolo è EastWest, prima conosciuta come East - Rivista di Geopolitica, che nacque nel 2005 e fermò la pubblicazione nel 2010, per poi riprenderla nel 2015. Un importante istituto di studi ed analisi geopolitiche è il Centro Studi  Geopolitica.info. di Roma, attivo dal 2004 in collaborazione con il Centro di Ricerca "Cooperazione con l'Eurasia, il Mediterraneo e l'Africa sub-sahariana" (CEMAS) dell'Università "La Sapienza" di Roma e con la facoltà di Scienze dell'Amministrazione e delle Relazioni internazionali dell'Università di "Tor Vergata" di Roma. Alle attività del Centro Studi Geopolitica.info collaborano professori e ricercatori dei settori politologico, geografico, storico ed economico, oltre che analisti di politica estera che lavorano a diverso titolo nelle istituzioni pubbliche, nel settore privato e nel campo del giornalismo.
Da ultimo, la geopolitica ha trovato nuovi estimatori anche in ambito accademico, dove è in corso un tentativo di riqualificazione scientifica e disciplinare.